# Saulius Tomas Kondrotas
Saulius Tomas Kondrotas (Kaunas, 1953. január 30. – ) litván író.

## Életútja
1976-ban diplomázott a Vilniusi Egyetemen pszichológiából és filozófiából. Ezután a Litván Nagyenciklopédia szerkesztőségében dolgozott és a Vilniusi Művészeti Akadémián tanított. 1986-ban nyugatra emigrált, és 1989-től 2004-ig a Szabad Európa Rádió litván szekcióját vezette Münchenben és Prágában. 2004 óta az Egyesült Államokban él, és ékszerfotózással keresi a kenyerét, az írással nagyrészt felhagyott. 1990 után Litvániában is újra megjelentek a művei.
2002-ben a Gediminas nagyfejedelem rendjének tiszti keresztjével tüntették ki.
Leghíresebb műve A kígyó pillantása (Žalčio žvilgsnis, 1981) című regény, amelyet németre, magyarra, lettre, dánra, hollandra, svédre, görögre, olaszra, spanyolra, portugálra, oroszra, katalánra, grúzra, szlovénre (ez a fordítás a magyarból készült), lengyelre és franciára is lefordítottak, és amelynek alapján 1990-ben a litván filmstúdió elkészítette az azonos című filmet (rendezte Gytis Lukšas).

## Művei
- Pasaulis be ribų, novellák, 1977
- Įvairių laikų istorijos, novellák, 1982
- Žalčio žvilgsnis, regény, 1981
- Kentauro herbo giminė, novellák, 1989
- Meilė pagal Juozapą, novellák, 2004
- Altre voci, novellák, 2006

## Magyarul
- A kígyó pillantása. Regény; ford., utószó Bojtár Endre; Európa, Bp., 1986

## Fordítás
- Ez a szócikk részben vagy egészben  a   Saulius Tomas Kondrotas című litván Wikipédia-szócikk ezen változatának fordításán alapul.  Az eredeti cikk szerkesztőit annak laptörténete sorolja fel. Ez a jelzés csupán a megfogalmazás eredetét és a szerzői jogokat jelzi, nem szolgál a cikkben szereplő információk forrásmegjelöléseként.